# ميل (عين العرب)
ميل  قرية سوريّة تتبع إداريّاً لمحافظة حلب منطقة عين العرب ناحية الجلبية، بلغ تعداد سكانها 328 نسمة حسب التعداد السكاني لعام 2004.